# Dreieck Düsseldorf-Süd
Het Dreieck Düsseldorf-Süd is een knooppunt in de Duitse deelstaat Noordrijn-Westfalen. Op dit trompetknooppunt ten zuiden van de stad Düsseldorf sluit de A59 vanuit Leverkusen aan op de A46 van (Heinsberg-Kreuz Wuppertal-Nord). Het is een trompetknooppunt waar in westelijke richting de afrit Düsseldorf-Eller direct aan grenst, waarmee het knooppunt een parallelrijbaanstructuur deelt. Dit is zeldzaam voor een trompetknooppunt.

## Rijstroken
Nabij het knooppunt heeft de A46 2x3 rijstroken en de A59 heeft 2x2 rijstroken.

## Verkeersintensiteiten
In 2010 werd het knooppunt dagelijks door ongeveer 200.000 voertuigen gebruikt. 
| Van                        | Naar                         | Gemiddeld aantal voertuigen per dag | Percentage vrachtverkeer |
| -------------------------- | ---------------------------- | ----------------------------------- | ------------------------ |
| AS Düsseldorf-Eller (A 46) | AD Düsseldorf-Süd            | 110.500                             | 6,1 %                    |
| AD Düsseldorf-Süd          | AS Erkrath (A 46)            | 100.000                             | 8,6 %                    |
| AD Düsseldorf-Süd          | AS Düsseldorf-Benrath (A 59) | 045.800                             | 7,3 %                    |

## Richtingen knooppunt
| Aansluitende wegen          | Aansluitende wegen              | Aansluitende wegen | Aansluitende wegen | Aansluitende wegen                              |
| --------------------------- | ------------------------------- | ------------------ | ------------------ | ----------------------------------------------- |
|                             |                                 |                    |                    |                                                 |
|                             |                                 |                    |                    |                                                 |
| richting Neuss / Düsseldorf | richting Oberhausen / Wuppertal |                    |                    |                                                 |
|                             |                                 |                    |                    |                                                 |
|                             |                                 |                    |                    | richting Düsseldorf-Benrath Leverkusen / Keulen |